# Viquimarató:Som aquí! (Museu del Disseny de Barcelona)
La Viquimarató Som aquí! és una activitat organitzada pel Disseny Hub Barcelona - Museu del Disseny de Barcelona amb la col·laboració d'Amical Wikimedia, en el marc de l'exposició Som aquí! Les dones en el disseny. 1900-Avui, que es presenta a la seu del Museu del 5 d'octubre del 2023 al 7 de gener de 2024.
L'exposició ofereix un estudi crític dels èxits i les condicions de treball de les dones dissenyadores durant el segle passat, a través dels objectes creats per protagonistes femenines en diferents àmbits del disseny que van des del moble, l'interiorisme, el disseny gràfic i la il·luminació fins al tèxtil, la ceràmica i la joieria.
L'objectiu de la Viquimarató és ampliar o crear les biografies de les dissenyadores presents a l’exposició, així com també d’aquelles dissenyadores catalanes o espanyoles que es considerin rellevants, encara que, pels motius que siguin, no s’hagin incorporat a la mostra. La recerca que ha fet el Museu del Disseny per a preparar l’exposició, així com la documentació gràfica i d’arxiu que s’ha aconseguit, es posaran al servei de les editores i editors que hi participin.
L’activitat inclou un breu taller d’edició, per a tota aquella persona interessada a saber com s’edita un article a la Viquipèdia, i pren forma de concurs amb premi per a qui hagi fet més edicions.

## Què és una Viquimarató

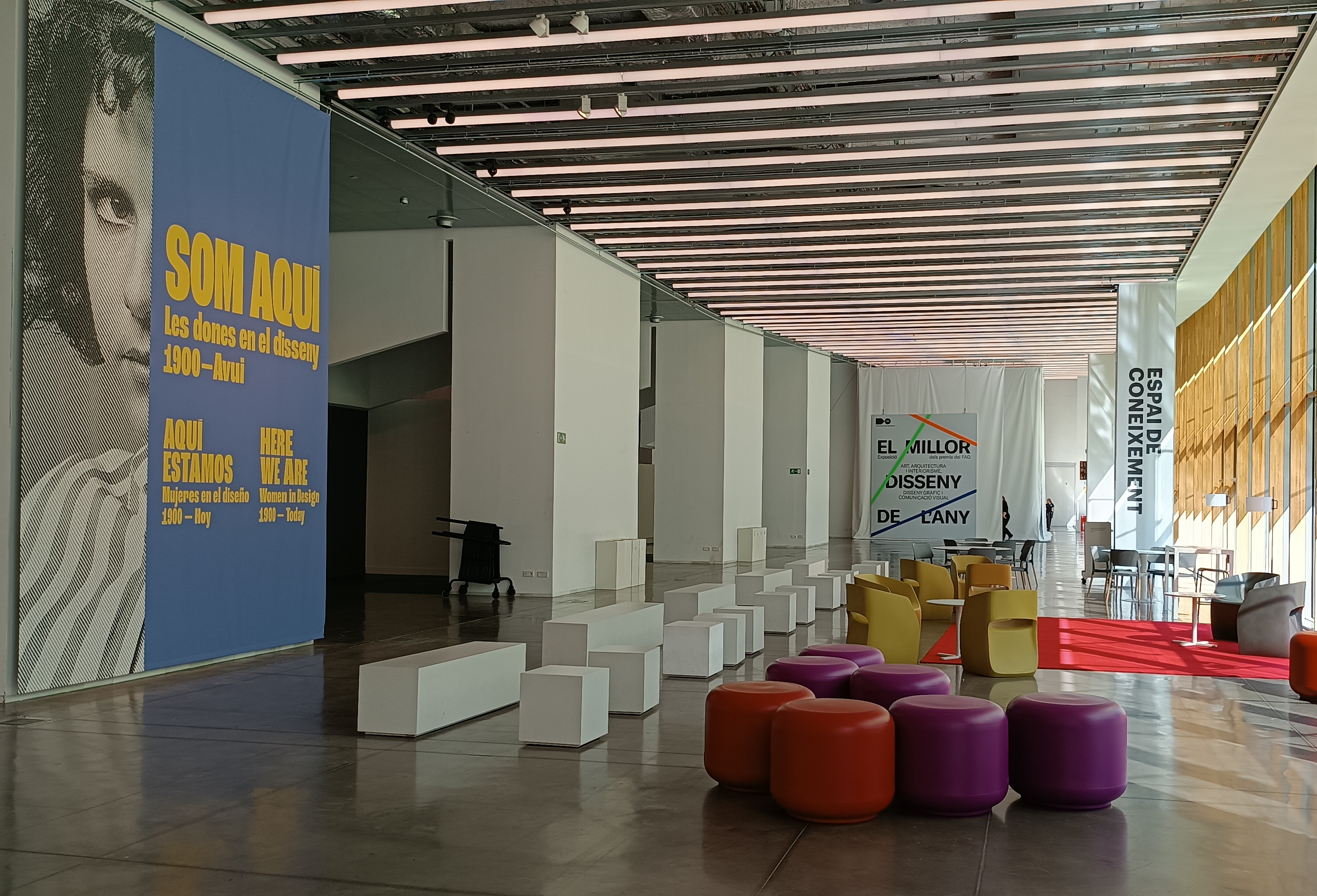
Espai de coneixement de l'exposició Som aquí! al Museu del Disseny de Barcelona, 2023

Una Viquimarató és una activitat on un grup de viquipedistes es troben físicament en un lloc amb l’objectiu d’ampliar el màxim possible un article i/o temàtica determinada de l'enciclopèdia. És una bona manera de fer créixer un article d'una manera ràpida i també de socialitzar un viquiprojecte.

## Programa i dades d'interès
Data: 11 de novembre de 2023, de 10 a 14h
Lloc: Espai de coneixement de l'exposició, Museu del Disseny de Barcelona
Requeriments: els participants heu de portar el vostre ordinador portàtil.
Responsable: Unapeça

## Participants
Podeu participar en la Viquimarató i al taller d'edició presencialment o, si ho preferiu o no us va bé desplaçar-vos, també ho podreu fer en línia.
La participació i l'accés a la Viquimarató són lliures i no hi ha places limitades. Tot i així, per facilitar la coordinació de l'activitat, us agrairem que si esteu interessats a participar-hi afegiu el vostre nom d'usari/usuària a les llistes següents.
Si no heu editat mai a la Viquipèdia, seguiu aquest enllaç i afegiu el vostre nom a la llista que correspongui. També podeu crear el vostre compte d'usuari abans d'assistir a la Viquimarató; no és necessari registrar-se, però és convenient fer-ho.

#### Vindré
1. Teresatb
2. Cataleirxs
3. Raspilla Demekin
4. Docosong probablement, per Viquidites
5. Hiperterminal (disc.)
6. Kowalskyn
7. Rosa Andreu
8. Lourdes Andúgar

#### Hi participaré a distància
1. pilardenou999
2. TaronjaSatsuma
3. Kippelboy
4. Mercè Piqueras
5. catgirl

## Propostes d'articles
S'ha elaborat una llista de les biografies de les dissenyadores que necessiten millores, així com d'aquelles biografies de nova creació que a dia d'avui encara manquen a la Viquipèdia, per tal d'oferir una guia als i les participants. La podeu consultar aquí.
Com és costum, les persones interessades a editar articles en el marc d'aquesta Viquimarató poden afegir el seu nom d'usuari/usuària al costat de l'article que vulguin treballar, per fer saber a la resta de participants la seva intenció.
Moltes gràcies per la vostra participació!